# Killer Holiday
Killing Holliday è un film del 2013 diretto da Marty Thomas.
Pellicola horror prodotta dagli Stati Uniti, con Jon Zuber che ha collaborato alla regia.

## Trama
(Melvin "Spider" Holiday)
Una serie di immagini ambigue mostrano due bambini che giocano in un prato, mentre un uomo beve dell'alcool per venire successivamente ucciso da qualcuno.
Un uomo, entra in una casa e uccide un uomo e una donna. Al di fuori della casa, degli amici si preparano per una gita in un lago, dove passeranno il week-end. Cammi, indecisa se andare o meno con gli amici, decide di aggregarsi a loro, per via dell'affascinante Dylan. Prima di partire, Taylor, rifiuta di vedere i suoi genitori (l'uomo e la donna uccisi dal misterioso assassino), e si dirige alla roulotte insieme agli altri.
Il viaggio diventa stranamente insolito quando un uomo consiglia al gruppo di non procedere per la strada principale, bensì per quella secondaria, evitando così “un misterioso omicida che si aggira per l'autostrada”. Trovando un cartello del luna park “Ride muerte lago”, decidono di trovare il posto per ispezionarlo. Per la strada, un misterioso uomo li invita ad andarsene, altrimenti li avrebbe sparato. La comitiva non si arrende e torna per la stessa strada. Questa volta l'uomo, sembra tutt'altro che irascibile, dimostrando gentilezza e presentandosi col nome di Henry Lee. Sorpassata la casa dell'uomo, i ragazzi arrivano al luna park abbandonato, dove Cammi ha diversi flashback di quand'era piccola.
Dopo una breve ispezione del luna park, i ragazzi si dividono per cercare la chitarra scomparsa di uno di loro. L'assassino che ha ucciso i genitori di Taylor, si presenta come Melvin “Spider” Holiday. Il ragazzo, sembra essere una sorta di psicopatico che compirà una strage senza alcun motivo apparente. Henry Lee, prima di essere ucciso, dice a uno dei ragazzi di aver cresciuto l'assassino, ma che ora non lo riconosce neanche lontanamente. Taylor e Spider si incontrano, ma con grande sorpresa l'assassino non la uccide, anzi, i due si baciano. La strage, è un piano organizzato dalla stessa Taylor per liberarsi di tutti i suoi amici. Cammi, scoperta la verità, affronta Taylor, sotto gli occhi indifferenti di Spider, che ucciderà infine Taylor. L'assassino, rivela all'ultima sopravvissuta di aver fatto tutto per lei. In passato, dopo aver ucciso il suo vero padre (Henry è il suo patrigno), gli assistenti sociali gli tolsero la sorella, che è proprio Cammi. La ragazza, allibita, ferirà il fratellastro e scapperà via.
Scappata da quell'incubo, Cammi deciderà di trovare la sua vera madre, tuttavia, nel bel mezzo della notte, Spider busserà alla sua porta ricoperto di sangue.